# OCA2
Proteina P, cunoscută și ca proteina de transport specifică melanocitelor sau omologul proteinei pentru diluția ochiului roz, este o proteină care este codificată, la oameni, de gena albinismului oculocutanos II (OCA2) . Se consideră că proteina P este o proteină cu membrană completă implicată în transportul moleculelor mici, în special al tirozinei - un precursor al melaninei. Anumite mutații ale OCA2 conduc la albinism oculocutanos de tip 2. OCA2 codifică omologul uman al genei p (diluția ochiului roz) a șoarecelui.

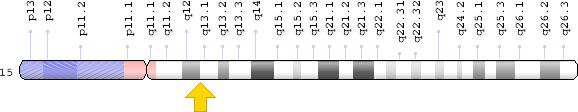
La om, gena OCA2 se află pe brațul lung (q) al cromozomului 15 între pozițiile 12 și 13.1

Gena umană OCA2 se găsește pe brațul lung (q) al cromozomului 15, mai precis pornind de la perechea de baze 28.000.020 până la perechea de baze 28.344.457 pe cromozomul 15.

## Funcție
OCA2 furnizează instrucțiunile pentru producția proteinei P care aflată în melanocite, care sunt celule specializate în producerea melaninei. Melanina este responsabilă de culoarea pielii, părului și ochilor. Mai mult, melanina se găsește în țesutul sensibil la lumină al retinei ochiului, care are un rol în vederea normală.
Funcția proteinei P nu se cunoaște exact, dar s-a descoperit că este esențială pentru coloratura normală a pielii, ochilor și părului; și probabil este implicată în producția melaninei. Se pare că această genă este determinantul principal al culorii ochilor care depinde de cantitatea de melanină produsă în stroma irisului (cantități mari dând naștere ochilor căprui; melanina puțină sau deloc dând naștere ochilor albaștri).

## Semnificație clinică
Mutațiile genei OCA2 produc un dezechilibru al producției normale a melaninei; de aceea, producând probleme de vedere și reducerea culorii părului, pielii și ochilor. Albinismul oculocutanos produs de mutațiile genei OCA2 se numește albinism oculocutanos de tip 2. Prevalența OCA tip 2 este estimată la 1/38.000-1/40.000 la majoritatea populațiilor din întreaga lume, cu o prevalență mai mare la populația africană, de 1/3.900-1/1.500. Alte boli asociate cu ștergerea genei OCA2 sunt sindromul Angelman (păr colorat deschis și piele potrivită) și sindromul Prader-Willi (păr colorat neobișnuit de deschis și piele potrivită). Pentru aceste sindroame, ștergerea apare de multe ori la persoane cu oricare dintre sindroame.
O mutație a genei HERC2 adiacente OCA2, și care afectează exprimarea OCA2 în irisul uman, este obișnuită la aproape toți oamenii cu ochii albaștri. Există o ipoteză potrivit căreia toți oamenii cu ochi albaștri au un strămoș comun la care a apărut mutația.
Alela His615Arg a OCA2 este responsabilă de tonul deschis al culorii pielii iar alela derivată se restrânge la Asia de Est cu frecvență mare, având cele mai mari frecvențe în estul Asiei de Est (49-63%), frecvențe medii în Asia de Sud-Est, iar cele mai reduse frecvențe în China de Vest și unele populații est-europene.